# 인벤토리 리커버리
인벤토리 리커버리(inventory recovery)는 재고투자의 감소에 의하여 후퇴했던 경기가 재고투자를 증세로 전환시킴으로써 회복할 때를 가리키는 단어이다. 설비투자가 증대 경향에 있는 경우에는 재고 조정이 일시적으로 이루어지기는 해도 그것이 끝나면 또 재고 축적이 개시되어 경기를 재차 상승 과정으로 향하게 하는 것이다.